# Cole Cole (revista de Bruguera)
Cole Cole fue una revista infantil editada por Bruguera entre 1975 y 1984, con dos épocas diferenciadas:

## 1ª época: 1975-1977
Con el subtítulo de Un jardín de la infancia para aprender y divertirse, incluía amenidades y pasatiempos para los más pequeños, realizados por Francisco Pérez Navarro y Jan.

## 2ª época: 1983-1984
Dirigida por Ángeles Valero Aznar, este nuevo "Cole Cole" incluía series como Capitán Barbaloca de Nabau.